# Supercoppa di Croazia 2006
La Supercoppa di Croazia 2006 è stata l'8ª edizione di tale competizione. Si è disputata il 19 luglio 2006 allo Stadio Maksimir di Zagabria. La sfida ha visto contrapposti la Dinamo Zagabria, campione di Croazia, e il Rijeka, trionfatore nella Coppa di Croazia 2005-2006. A conquistare il trofeo, per la terza volta nella sua storia, è stata la Dinamo Zagabria.

## Tabellino
| Arbitro: | Draženko Kovačić (Križevci) |

|                                             |           |           |
| Etto 20’ Modrić 40’ Eduardo 62’ (rig.), 67’ | Marcatori | 51’ Bolić |